# Prima Divisione 1950-1951
La Prima Divisione fu il massimo campionato regionale di calcio disputato in Italia nella stagione 1950-1951.
Come usuale negli ultimi anni, furono in palio 48 posti per la promozione nelle leghe interregionali.

## Campionati
- Prima Divisione Abruzzo 1950-1951
- Prima Divisione Basilicata 1950-1951
- Prima Divisione Calabria 1950-1951
- Prima Divisione Campania 1950-1951
- Prima Divisione Emilia-Romagna 1950-1951
- Prima Divisione Friuli-Venezia Giulia 1950-1951
- Prima Divisione Lazio 1950-1951
- Prima Divisione Liguria 1950-1951
- Prima Divisione Lombardia 1950-1951
- Prima Divisione Marche 1950-1951
- Prima Divisione Piemonte-Valle d'Aosta 1950-1951
- Prima Divisione Puglia 1950-1951
- Prima Divisione Sardegna 1950-1951
- Prima Divisione Sicilia 1950-1951
- Prima Divisione Toscana 1950-1951
- Prima Divisione Tridentina 1950-1951
- Prima Divisione Umbria 1950-1951
- Prima Divisione Veneto 1950-1951

### Libri
- M.Favi, F.Piferi, C.Ruffini, La Legge del S.Girolamo - Storia della Narnese dalle origini ai giorni nostri, ZART Libri.
- M.Agnoletti, M.Anselmi, C.Fontanelli, R.Rotesi, Una storia lunga 100 anni Montevarchi Calcio - Aquila 1902-2002, Empoli (FI), Geo Edizioni S.r.l..
- Franco Ciampi, Fabio Barni, Vernio Rossoblù, Tipografia Dublioffset.
- Alessandro Orrù, Carlo Fontanelli, Iano Caporali, Orbetello 1908 - Un secolo di pallone in laguna, Empoli (FI), Geo Edizioni S.r.l..
- G.Poli, M.Magagnini, E.Guidi, Leggenda e storia gialloblù, Grafica Lotti.
- Carlo Maglia, Il calcio dilettantistico lucano 1920-1992 - Fatti, immagini, dati, Rocco Curto Editore.
- Massimiliano Mascolo, Viterbese! Settant'anni di storia, Fornacette di Calcinaia (PI), Mariposa Editrice S.r.l..
- Rolando Mignini, Olio, petrolio, benzina minerale, per vincere l'Alatri ci vo' la nazionale, Arti Grafiche Tofani.
- Pietro Ferrandino, Storia degli sports isolani, I, Ischia (NA), Editoriale Ischia, 1990. ISBN non esistente.
- Biagio Fanelli, 50 anni di calcio a Trani, Bari, Stampa G.Favara, 1971.
- Corrado Delunas, Carlo Fontanelli, Torres ti amo - 100 anni di calcio a Sassari, Empoli (FI), Geo Edizioni S.r.l..
- Almanacco illustrato del calcio 1951, Milano, Rizzoli Editore, 1950.
- Carlo Fontanelli, Almanacco canarino - 1945-2005 - 60 anni con la Sanromanese, Empoli (FI), Geo Edizioni S.r.l..
- G.Caviglia, R.Grillo, M.Oniceto, Una passione, una squadra, una città - Storia dell'Unione Sportiva Cairese, I.E.E. Editoriale Europea.
- C.Canazza e C. Fontanelli, Una storia in rossonero - il calcio a Domegliara, Empoli (FI), Geo Edizioni S.r.l..
- C.M.Conte, W.De Berardinis, S.Galantini, Il calcio a Giulianova dalle origini al 1960, Paolo de Siena Editore.
- A.Gianotti, S.Braghini e L.Gerlin, Almanacco del Calcio regionale Trentino-Alto Adige, Edizioni G & G..

### Giornali
- Archivio della Gazzetta dello Sport, stagione 1950-1951, consultabile presso le Biblioteche:
  - Biblioteca Nazionale Braidense di Milano
  - Biblioteca Nazionale Centrale di Firenze,
  - Biblioteca Nazionale Centrale di Roma,
  - Biblioteca Civica Berio di Genova,
  - e presso Emeroteca del C.O.N.I. di Roma (non è online ma è da consultare in sede).